# نوکیان
نوکیان روستایی است که در استان زنجان، شهرستان طارم، بخش مرکزی، دهستان درام قرار دارد. مردم نوکیان به زبان تاتی سخن می‌گویند. تاتی با توجه به اینکه یکی از زبان‌های ایرانی شمال غربی است بیشترین نزدیکی را به زبان پارسی دارد.

## جمعیت
بر اساس سرشماری سال ۱۳۹۰ جمعیت این روستا ۵۶ نفر شامل ۳۰ مرد، ۲۶ زن و ۲۳ خانوار بوده است. مردم نوکیان به زبان تاتی سخن می‌گویند.